# Koeleria pyramidata
Espèce
Koeleria pyramidata est une espèce de la famille des Poaceae.

## Liste des sous-espèces
Selon GBIF (8 janvier 2025) :
- Koeleria pyramidata subsp. arenaria (Dumort.) Quintanar & Castrov.
- Koeleria pyramidata subsp. pyramidata
- Koeleria pyramidata subsp. schroeteriana (Domin) Quintanar & Castrov.

## Systématique
Le nom correct complet (avec auteur) de ce taxon est Koeleria pyramidata (Lam.) P.Beauv..
L'espèce a été initialement classée dans le genre Poa sous le basionyme Poa pyramidata Lam..
Ce taxon porte en français les noms vernaculaires ou normalisés suivants : Koelérie pyramidale,,, keulérie à crête, keulérie pyramidale, koelérie à crêtes, koelérie à épis laineux.
Koeleria pyramidata a pour synonymes :
- Aira gracilis Trin. ex Steud.
- Brachystylus cristatus Dulac
- Koeleria ciliata var. pyramidata (Lam.) Domin
- Koeleria cristata subsp. pyramidata (Lam.) Schinz & R.Keller
- Koeleria cristata var. major Bouvier, 1878
- Koeleria cristata var. pyramidata (Lam.) Pers.
- Koeleria cristata var. tomentosa Le Grand, 1898
- Koeleria cristata Pers.
- Koeleria davidovii subsp. uharov
- Koeleria gigantea Besser ex Ledeb.
- Koeleria macranthera Spreng.
- Koeleria pyramidata f. aristulata Domin
- Koeleria pyramidata f. colorata Domin
- Koeleria pyramidata f. hirsuta Domin
- Koeleria pyramidata var. pubescens (Hausm.) Domin
- Koeleria pyramidata var. villosa Domin
- Poa pyramidata Lam.